# Pedro Pujol Martínez
Pedro Pujol Martínez (1890-1977) fue un periodista y escritor español.
Hermano del periodista Juan Pujol, también se dedicaría al periodismo. Fue corresponsal del diario ABC en Barcelona, colaborando también con varios periódicos barceloneses. Durante su etapa en la ciudad condal llegó a presidir temporalmente la Asociación de la Prensa. Fue director de los diarios El Pueblo Vasco —en Bilbao— y El Diario Vasco —en San Sebastián—. Tras el final de la Guerra civil poseyó una parte de las acciones del diario Madrid, dirigido por su hermano.